# Przetacznik długolistny
Przetacznik długolistny (Veronica longifolia L.) – gatunek rośliny należący do rodziny babkowatych (Plantaginaceae), w systemach XX-wiecznych klasyfikowany zwykle do trędownikowatych (Scrophulariaceae). Jest czasami uprawiany jako roślina ozdobna.

## Zasięg geograficzny
Występuje dziko na dwóch kontynentach:
- Azja: Turcja, Rosja (Kaukaz Północny, wschodnia i zachodnia Syberia, Daleki Wschód), Kazachstan, Kirgistan, Chiny – Heilongjiang, Jilin, Sinciang.
- Europa: Austria, Belgia, Białoruś, Bułgaria, Czechy, Dania, Estonia, Finlandia, Francja, Holandia, Litwa, Łotwa, Mołdawia, Niemcy, Norwegia, Polska, Rosja, Rumunia, Słowacja, Szwecja, Ukraina, Węgry, Włochy, dawna Jugosławia.

W Polsce jest częsty w wielu regionach niżu, w niektórych dość częsty.

## Systematyka
Pierwszej klasyfikacji naukowej gatunku w systemie nazewnictwa binominalnego dokonał Karol Linneusz, który opisał go w Species Plantarum (1753) jako Veronica longifolia. Niemiecki botanik Philipp Maximilian Opiz w 1852 roku zaliczył ten gatunek do wyodrębnionego przez siebie rodzaju Pseudolysimachion (jako P. longifolium), podnosząc do tej rangi wyróżniony w 1837 przez Wilhelma Kocha podrodzaj Veronica sect. Pseudolysimachium. Przez długi czas różni autorzy przemiennie stosowali jedno lub drugie ujęcie. Dopiero w XXI wieku rozstrzygnięto, że mimo wyraźnej odrębności morfologicznej roślin z kompleksu Pseudolysimachium (szczytowe kwiatostany, rurka korony szersza niż dłuższa), podobnie jak w przypadku kompleksu Hebe, konieczne jest przywrócenie szerokiego ujęcia rodzaju Veronica, bowiem z powodu zagnieżdżenia różnych linii rozwojowych alternatywą byłoby utworzenie w miejsce rodzaju Veronica bardzo wielu nowych taksonów tej rangi.
Linneusz jako odrębne gatunki opisał Veronica longifolia i V. maritima dokonując podziału na podstawie cech morfologicznych – różnic w liczbie, ułożeniu i wcięciach brzegów liści. W późniejszych latach, ze względu na brak różnic siedliskowych i współwystępowanie roślin o różnych typach ulistnienia, zagadnienie właściwej systematyki przetacznika długolistnego stało się przedmiotem dyskusji botaników. Pierwszego ważniejszego przełomu w zmianie postrzegania sposobu podziału kompleksu dokonał Printz (1921). Zwrócił on uwagę, że osobniki z populacji badanych na Syberii wyraźnie różniły się od tych z populacji europejskich i określone zostały jako Veronica pseudolongifolia. Przez dłuższy czas jego obserwacje były ignorowane, gdyż badacze skupiali się na różnicach morfologicznych i genetycznych w obrębie populacji europejskich. W międzyczasie (1955) Borrisova wyróżniła odrębny gatunek (Veronica septentrionalis) dla populacji w północnej części zasięgu. Nadawanie wschodnim populacjom statusu odrębnych uważane było za nieuzasadnione lub problem ten nie był poruszany. W połowie lat 70. XX wieku zaczęto ponownie przyglądać się faktowi występowania różnic między populacjami europejskimi i azjatyckimi, a opracowania z przełomu XX i XXI wieku wskazują, że to właśnie ów fakt jest najistotniejszym kryterium podziału gatunku. W 2008 Albach w rewizji podrodzaju wyodrębnił w ramach gatunku dwa podgatunki (obok nominatywnego), uznając za nie dwa taksony wyżej wspomniane:
- V. longifolia subsp. pseudolongifolia (Printz) Albach, 2008 (=V. pseudolongifolia Printz, 1921, Pseudolysimachion longifolium subsp. pseudolongifolium (Printz) Holub, 1998)
- V. longifolia subsp. septentrionalis (Boriss.) Albach, 2008 (=V. septentrionalis Boriss., 1955, Pseudolysimachion septentrionale (Boriss.) Á.&D. Löve, 1976)

W zestawieniu World Plants, Hassler wymienia dodatkowo dwa kolejne taksony:
- Veronica longifolia subsp. sachalinensis (T. Yamaz.) Assejeva
- Veronica longifolia var. taigischensis (Stepanov) Assejeva

## Morfologia

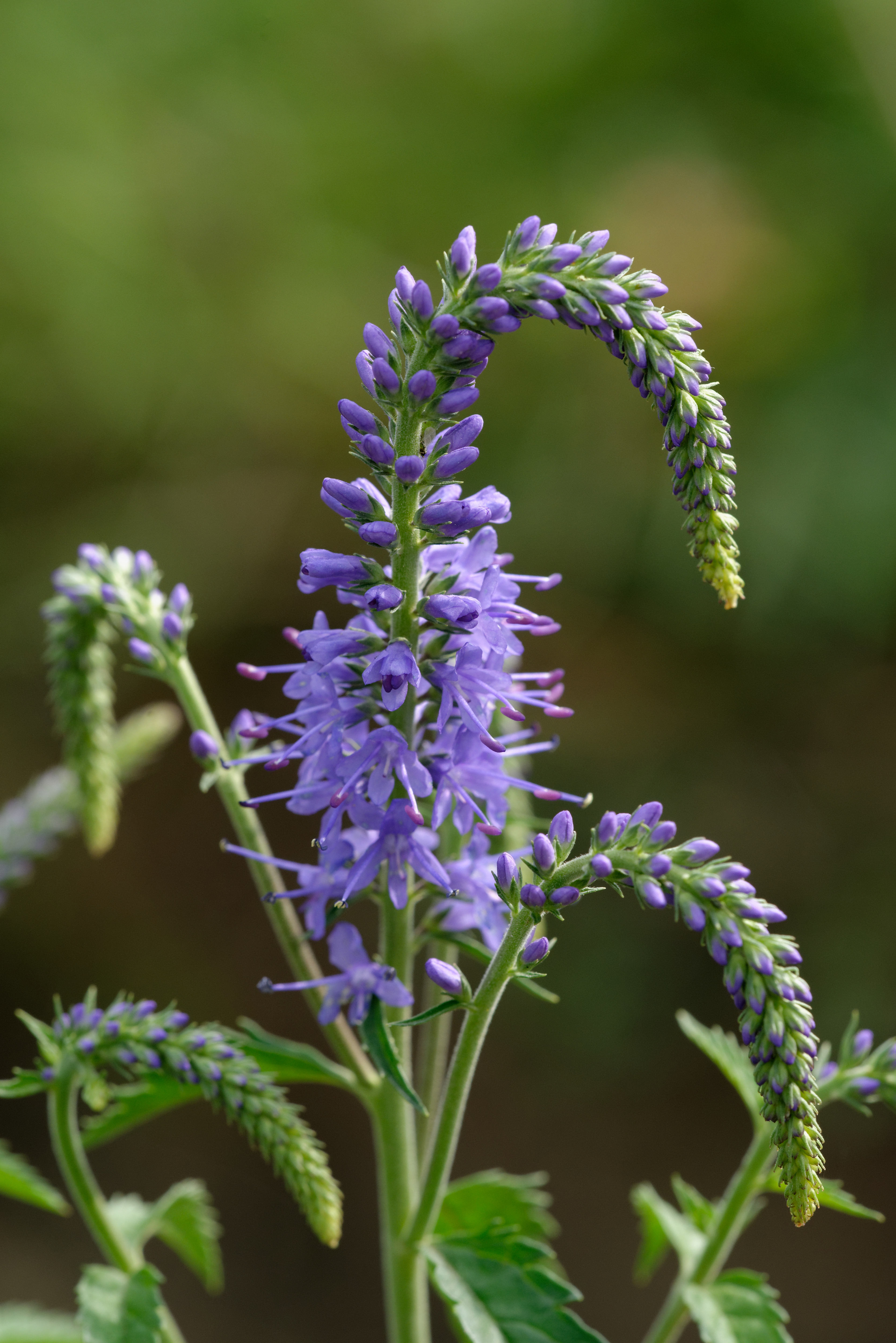
Kwiatostan

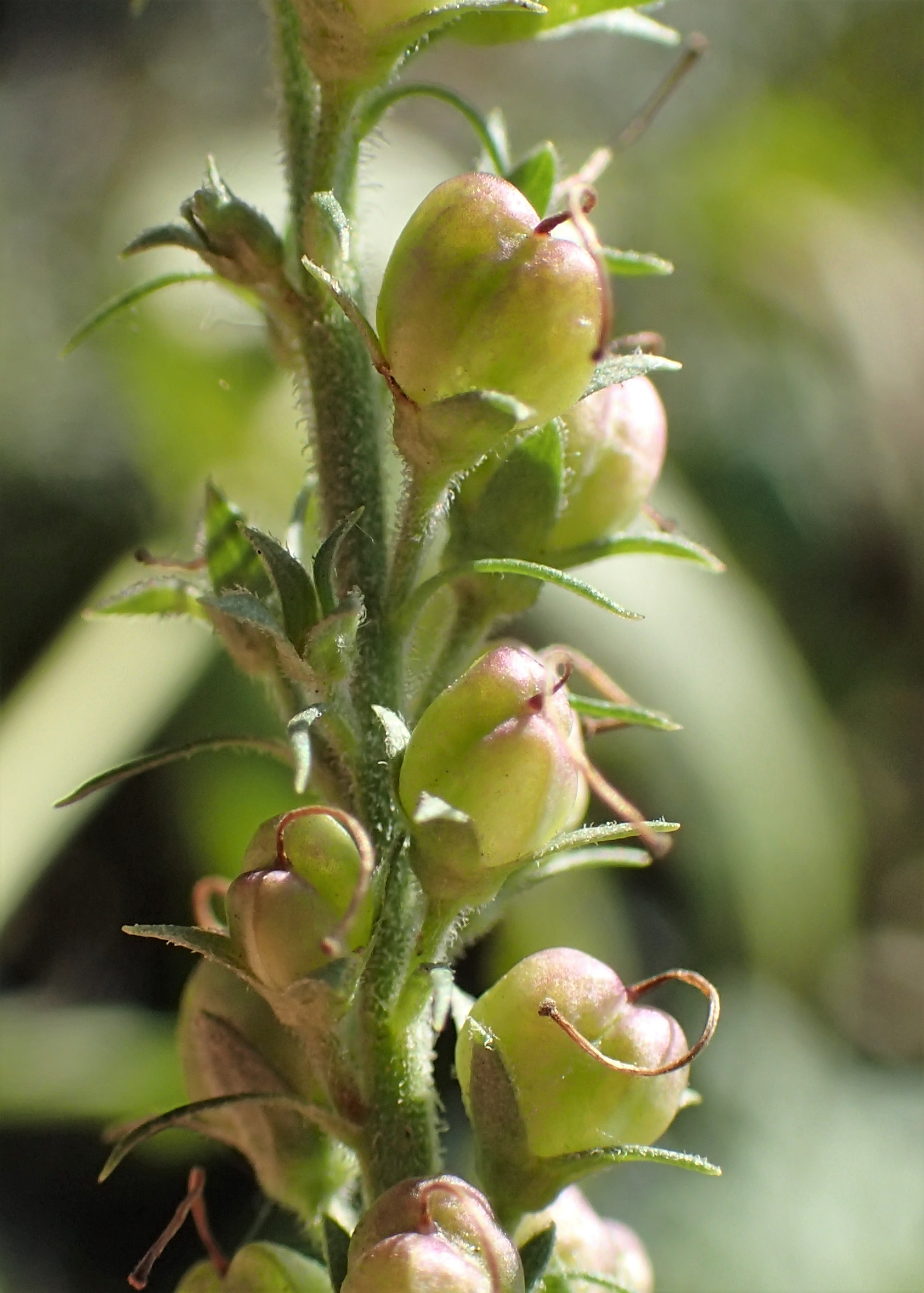
Owoce

Organy podziemneKrótkie, nagie kłącze, tworzące zwarte rozgałęzienia. Roślina wytwarza boczne, podziemne rozłogi. Z jednego kłącza wyrastać może jeden lub kilka pędów nadziemnych.
ŁodygaWyprostowana, wysokości zwykle od 60 do 150 cm, rzadko nawet do 2 m. Zazwyczaj rozgałęziona w górnej części (łodygi nierozgałęzione występują rzadziej). W dolnej części nieowłosiona, czasem drewniejąca, w części środkowej i kwiatostanowej owłosiona. Włoski niegruczołowate, przylegające do łodygi, zwykle łukowato wygięte do wewnątrz, czasem splatające się ze sobą.
LiścieRoślina nie wykształca rozety liści odziomkowych. Dolne liście łodygowe mogą być zredukowane, przypominające łuski, lub z wyraźnie wykształconym ogonkiem i blaszką, ułożone okółkowo w liczbie 3–4 lub naprzeciwlegle. Liście górne, będące jednocześnie liśćmi podsadkowymi odgałęzień kwiatostanowych – pojedyncze, o kształcie szeroko lub wąsko lancetowatym, długości 5–15 (–20) cm i szerokości 1–3 (–4) cm. Brzegi ząbkowane lub piłkowane (czasami głęboko i podwójnie). Ogonki liściowe w środkowej części łodygi o długości 6–10 (–15) mm. W górnej części łodygi są krótsze. Liście dolne nieowłosione, zaś górne zazwyczaj pokryte rzadziej lub gęściej rozmieszczonymi, przylegającymi lub łukowato wygiętymi włoskami.
KwiatyBezwonne, zebrane w kwiatostany w formie grona, z których najdłuższe – szczytowe osiągają do 15 cm długości i są dłuższe niż boczne, często nawet dwukrotnie. Ich liczba dla jednej łodygi waha się zwykle pomiędzy 3 a 7 (rzadko do 9). Osie kwiatostanów pokryte są niegruczołowatymi, zakrzywionymi włoskami. Odgałęzienia kwiatostanowe wyrastają zwykle pod ostrym kątem w zakresie 15–25 stopni i są niemal wyprostowane. Podsadki są równowąskie do lancetowatych, o długości (2–) 3–4 (–8) mm, dłuższe od nierozwiniętych pąków kwiatowych. Szypułki kwiatów krótsze od podsadek, o długości (1–) 1,5–3 (–5) mm i pokryte niegruczołowatymi włoskami. Kielich o długości 2–3 mm podzielony zwykle na więcej niż 3–4 lancetowate, trójkątne lub rozwarte ząbki, z których dolne są dłuższe niż górne, pokryty niegruczołowatymi włoskami. Płatki korony o niebieskofioletowej barwie i podobnym kształcie (dolne nieznacznie węższe niż górne), osiągające długość od 2,5 do 3,5 mm. Pręciki o długości 5–6 mm, pylniki o wymiarach 2×0,8 mm. Słupek o długości 6–8 mm. Zalążnia nieowłosiona, o jajowatym kształcie.
OwoceLekko spłaszczone torebki, wcięte na szczycie, o wymiarach 2,5–3,5 × 2–3,5 mm, zawierające drobne (0,9 × 0,7 × 0,3 mm), żółtawobrązowe nasiona.

## Biologia

### Rozwój
Bylina, hemikryptofit. Kwitnie od czerwca do sierpnia.

### Cechy fitochemiczne
W roślinie stwierdzono występowanie flawonoidów (7-O-(6”-O-(E)-kawoilo)-β-gluopiranozyd 6-hydroksyluteoliny), irydoidów glikozydowych (aukubina, katalpol, katalpozyd, werprozyd, gardozyd, asystasiozyd E, longifoliozyd A i B, kwas 8-epiloganinowy) oraz węglowodanów (mannitol).

### Genetyka
Liczba chromosomów: 2n = 34, 2n = 68.
Formy diploidalne występują głównie w północnej Europie, sporadycznie w środkowej i południowej. W centralnej Europie dominują formy tetraploidalne.
Gatunek bardzo zmienny, podobnie jak pozostałe rośliny z podrodzaju Pseudolysimachium, z którymi często tworzy mieszańce. Wśród przyczyn ich podatności na krzyżowanie się między sobą wymienia się zgodność kojarzeniową wewnątrz podrodzaju oraz zasiedlanie przez te gatunki różnych środowisk, często nawet skrajnie różnych. Krzyżowanie się z roślinami spoza podrodzaju utrudnione jest ze względu na jego synapomorficzną liczbę chromosomów: x = 17. 
Skłonność do hybrydyzacji, duże zróżnicowanie morfologiczne oraz występowanie form pośrednich wewnątrz podrodzaju, umożliwiło wyhodowanie wielu ozdobnych kultywarów przetacznika długolistnego przy udziale innych roślin z kompleksu Pseudolysimachium.

## Ekologia

### Siedlisko
Wilgotne, okresowo zalewane łąki, tereny łęgowe, okolice rzek, rowy, zarośla. Preferuje nasiąknięte wodą, bogate w składniki pokarmowe gleby, toleruje ich czasowe przesuszanie w lecie. Gatunek unika miejsc całkowicie zacienionych. W północnej części swojego zasięgu znaleźć go można w skupiskach roślinności charakterystycznych dla wybrzeży i tundr.

### Fitosocjologia
W klasyfikacji zbiorowisk roślinnych gatunek charakterystyczny dla All. Filipendulion i Ass Veronico-Euphorbietum.

### Oddziaływania międzygatunkowe
Jest jedną z roślin żywicielskich larw zagrożonej przeplatki maturna. Wymieniany jest wśród bylin szczególnie atrakcyjnych dla owadów zapylających.

## Zastosowanie i uprawa
Bywa uprawiany jako roślina ozdobna. W Polsce jest całkowicie mrozoodporny (strefy mrozoodporności 4–9). Łatwy w uprawie, nie ma specjalnych wymagań co do podłoża. Rozmnaża się przez wysiew nasion jesienią lub wiosną, przez sadzonki wytwarzane latem lub przez podział rozrośniętych kęp jesienią lub wczesną wiosną.